# はと座ベータ星
はと座β星（はとざベータせい）は、はと座の3等星。α星に次いで、はと座で2番目に明るい恒星である。

## 概要
太陽との相対速度が通常の6〜7倍も大きな「高速度星」であり、銀河ハローで生まれた星ではないかと考えられている。現在はK型のスペクトルを持つ巨星だが、恒星進化論に基くと、誕生時はA型主系列星であり、将来は白色矮星になるものと推測されている。

## 名称
固有名ワズン (Wazn) は、アラビア語で「重さ」を意味する وزن al-wazn に由来している。地平線から高く上がれない様子から名付けられたと考えられている。おおいぬ座δ星も同じ言葉に由来したウェズン (Wezen) という固有名を持つ。元々は、ケンタウルス座α星とβ星、またははと座α星とβ星のペアを表す言葉だったが、本来どちらのペアを指す言葉だったのか、そして何を意味していたのかは定かではない。2016年7月20日に国際天文学連合の恒星の命名に関するワーキンググループ (Working Group on Star Names, WGSN) は、Wazn をはと座β星の固有名として正式に承認した。